# 民主労働党 (ブラジル)
民主労働党（みんしゅろうどうとう、ポルトガル語: Partido Democrático Trabalhista、略称：PDT パルティード・デモクラーティコ・トラバリスタ）は、1981年11月に結成されたブラジルの中道左派政党である。社会主義インターナショナル加盟政党。
労働者党（PT）を中心とした第1次ルーラ政権（2003年 - 2011年）やジルマ・ルセフ政権（2011年 - 2016年）、第2次ルーラ政権（2023年 - ）で連立与党の一角を占めてきた。

## 沿革
旧PTB（ブラジル労働党）の指導者でリオ・グランデ・ド・スル州の州知事を務めたことがあるレオネル・ブリゾーラが結成した。当初は、ジェトゥリオ・ヴァルガスの姪であるイヴェチ・ヴァルガスと組んでPTB創党を目指していたが、実現せず、イヴェチがPTBの名称で政党登録したため、やむを得ずPDTの名称で政党登録申請をしたものである。
2002年10月に行なわれた大統領選挙では、PTのルーラ候補を支援し、当選後、ルーラ政権与党の一員として閣僚1名を送り込んだ。そして2006年10月の大統領選挙でもルーラ大統領を支援し、PTと共に引き続き政権与党の一員となった。